# Пырличево
Пырличево (болг. Пърличево) — село в Болгарии. Находится в Монтанской области, входит в общину Берковица. Население составляет 75 человек.

## Политическая ситуация
Пырличево подчиняется непосредственно общине и не имеет своего кмета.
Кмет (мэр) общины Берковица — Милчо Михайлов Доцов (независимый) по результатам выборов в правление общины.